# Estônia nos Jogos Olímpicos de Verão de 2020
A Estónia está representada nos Jogos Olímpicos de Verão de 2020 por um total de 32 desportistas que competem em 14 desportos. Responsável pela equipa olímpica é o Comité Olímpico da Estónia, bem como as federações desportivas nacionais da cada desporto com participação.
Os portadores da bandeira na cerimónia de abertura foram o remero Tõnu Endrekson e a ginete Dina Ellermann.

## Medalhistas
A equipa olímpica da Estónia tem obtido seguintes medalhas:
| Nome                                                    | Desporto | Competição           |
| ------------------------------------------------------- | -------- | -------------------- |
| Ouro                                                    |          |                      |
| Julia Beljajeva Irina Embrich Erika Kirpu Katrina Lehis | Esgrima  | Espada por equipas F |
| Bronze                                                  |          |                      |
| Katrina Lehis                                           | Esgrima  | Espada ind. F        |